# Гетто в Антополе (Брестская область)
Гетто в Анто́поле (весна 1942 — 15 октября 1942) — еврейское гетто, место принудительного переселения евреев городского посёлка Антополь Дрогичинского района Брестской области в процессе преследования и уничтожения евреев во время оккупации территории Белоруссии войсками нацистской Германии в период Второй мировой войны.

## Оккупация Антополя и создание гетто
По переписи населения 1940 года евреи составляли около половины жителей Антополя — примерно 1500 человек. Всего в Антополе и расположенных рядом деревнях, вместе с беженцами из Польши, к началу войны находились около 2600 евреев.
Посёлок находился под немецкой оккупацией более 3-х лет — с 25 июня 1941 года до 16 июля 1944 года. Сразу после захвата города немцы, осуществляя гитлеровскую программу по «окончательному решению еврейского вопроса», начали репрессии против евреев — двое были тут же убиты, остальных постоянно избивали и унижали.
К концу июля 1941 года нацисты заставили евреев организовать юденрат. Всех евреев под страхом смерти обязали нашить на одежду желтые нашивки в виде звезды Давида, заставили покинуть свои дома и переселиться на правую сторону улицы Пинской. В это же гетто пригнали и часть евреев из Шерешёво— за 70 км от Антополя.
Немцы считали евреев основной угрозой оккупационной власти и серьёзно опасались еврейского сопротивления. По этой причине немецкие власти стремились в первую очередь убить в гетто евреев-мужчин в возрасте от 15 до 50 лет, несмотря на то, что тем самым лишались наиболее трудоспособных узников. В архивных документах сообщается, что в Антополе во второй половине 1941 года были убиты практически «все молодые евреи обоего пола».
В октябре 1941 года нацисты приказали евреям под угрозой расстрела сдать золото и валюту. Одновременно местных жителей заставили выкопать расстрельный ров возле деревни Пришихвосты (ныне Первомайск). На следующий день в город прибыла колонна немецких грузовиков, схваченных накануне евреев-мужчин погрузили и увезли якобы на принудительные работы, а на самом деле вывезли и убили в урочище «Хвойники». Под предлогом «сокрытия ценностей» были убиты около 140 еврейских парней и мужчин, включая подростков с 14-ти лет. Матерям и женам уже убитых евреев немцы «разрешили» собрать посылки для родных, после чего присвоили себе всё, что сумели собрать сами умирающие от голода обманутые люди.

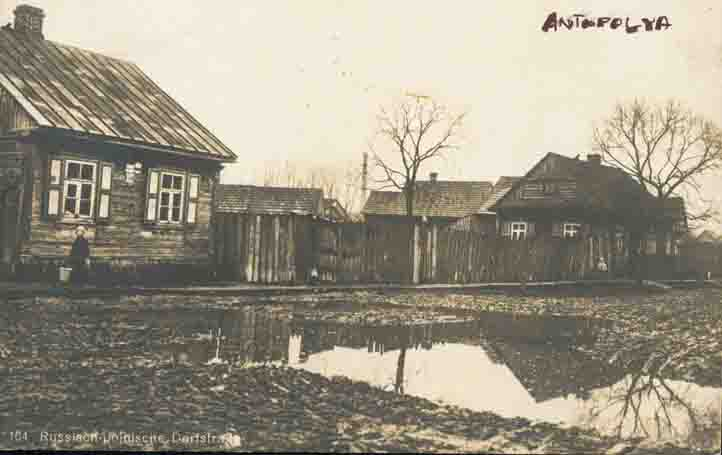
Антополь перед войной (1939 год).

Гетто были созданы почти во всех городах и населённых пунктах Беларуси, где проживало еврейское население. Так и в Антополе весной 1942 года евреев посёлка и близлежащих деревень (более 2500 человек) согнали в два гетто — «А» и «В». Евреев, имеющих профессиональную квалификацию, нужную немцам, поселили в отдельное гетто «А», старых и больных — в гетто «В». Оба гетто были обнесены общим деревянным забором высотой 2,5 метра с колючей проволокой сверху, и переходить из одного гетто в другое и выходить за территорию гетто евреям запрещалось.
Узники ютились в условиях невыносимой скученности — по 40-50 человек в доме.

## Уничтожение гетто
Периодически немцы и полицейские обходили еврейские дома и требовали золото, драгоценности и просто хорошие добротные вещи. Таким способом можно было откупиться от смерти на ещё несколько недель или месяцев. Если же платить было нечем, всю еврейскую семью расстреливали.
Летом 1942 года около 1000 антопольских евреев были вывезены и убиты на Бронной горе.
Осенью 1942 года гетто было окружено, узников выгнали из домов и для устрашения на глазах у всех убили раввина.
15 октября 1942 года (в акте ЧГК ошибочно указан ноябрь) Антопольское гетто было уничтожено окончательно. За несколько дней во время «акции» (таким эвфемизмом гитлеровцы называли организованные ими массовые убийства) нацисты и коллаборационисты расстреляли около Антополя в урочище Хвойники (на Первомайском кладбище в 1 километре восточнее Антополя) от 2000 до 2500 (4000) оставшихся в гетто евреев.
Обреченных людей привезли на грузовых автомобилях к заранее выкопанным расстрельным ямам. Место убийства было оцеплено полицаями и жандармерией. Евреев заставляли раздеться, спуститься в яму и лечь лицом вниз, после чего их расстреливали из автоматов.
На убитых спускались немцы в резиновых сапогах и в резиновых перчатках, плотнее укладывали тела, вырывали у них изо рта золотые зубы и снимали кольца с рук. Если кольцо не снималось, отрезали палец вместе с ним.
После убийства ямы-могилы долгое время были брошены не закопанными, и хищные звери и птицы терзали и растаскивали тела убитых.

## Случаи спасения и Праведники мира
За время оккупации в живых осталось только несколько антопольских евреев. Один из них — врач Пинхас Черняк, которого вместе с женой и ребёнком житель деревни Грушево Василий Силюк вывез из Антополя в пустых бочках. Впоследствии Черняк и его жена воевали в партизанском отряде имени Кирова.
Вера Максимовна Охриц за спасение дочери Пинхаса Черняка — Вайс (Черник) Ирит — была удостоена почетного звания «Праведник народов мира» от израильского Мемориального комплекса Катастрофы и героизма еврейского народа «Яд ва-Шем» «в знак глубочайшей признательности за помощь, оказанную еврейскому народу в годы Второй мировой войны».

## Организаторы и исполнители убийств
Сохранились имена некоторых палачей, зафиксированные, в том числе, в актах ЧГК. Это шеф района Хроминский Франц, крейсляндвирт Бахмаер, заместитель крейсляндвирта Гамон, следователь Янина Гартова.

## Память
В урочище Хвойники на месте захоронения убитых во времена Катастрофы антопольских евреев в 1975 году был установлен памятник.